# Чучково (Вологодская область)
Чучково — деревня в Сокольском районе Вологодской области. Административный центр Чучковского сельского поселения и Чучковского сельсовета. Расположена к югу от автодороги А123.
Расстояние до районного центра Сокола по автодороге — 83 км. Ближайшие населённые пункты — Ченцово, Слободищево, Скоморохово, Погорелово.
По переписи 2002 года население — 307 человек (155 мужчин, 152 женщины). Преобладающая национальность — русские (98 %).